# 작센슈피겔

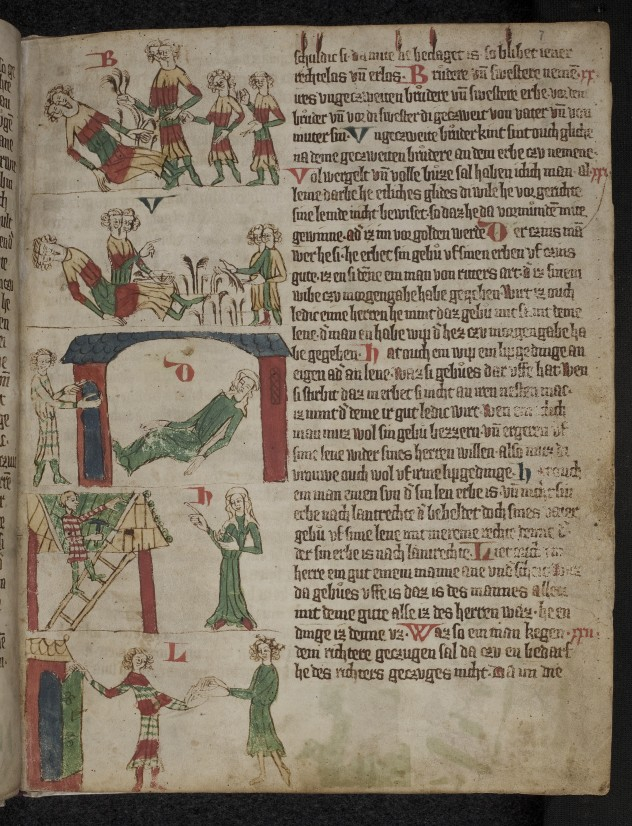

작센슈피겔(Sachsenspiegel, 독일어: [ˈzaksn̩ˌʃpiːɡl̩], 중세 저지 독일어: Sassen Speyghel, 현대 저지 독일어: Sassenspegel) 또는 작센 법전은 신성 로마 제국 시대에 편찬된 가장 중요한 법률 서적이자 관습 중 하나이다. 1220년에서 1235년 사이에 기존 지역 전통 관습법과 판결의 기록으로 시작된 이 책은 1900년까지 여러 곳에서 사용되었다. 이 책에 담긴 일부 법적 원칙은 유럽 전역에서 최근의 시간법으로 통치된다. 이는 후기 독일과 네덜란드 법률에 대한 지속적인 영향뿐만 아니라 저지 독일어로 작성된 산문의 초기 사례로서 중요하다. 작센슈피겔은 라틴어가 아닌 중저부 독일어로 된 최초의 종합 법률서이다. 라틴어판이 존재했던 것으로 알려졌으나 단편적인 장들만 남아 있다.

## 같이 보기
- 게르만법